# Supercopa da Inglaterra de 2012
A Supercopa da Inglaterra 2012 ou 2012 FA Community Shield foi disputada em partida única com o campeão do Campeonato Inglês (Manchester City) e o campeão da Copa da Inglaterra (Chelsea), ambas na temporada 2011/2012.

## Detalhes da partida
Partida única
| 11 de agosto de 2013 | Chelsea                            | 2 – 3  | Manchester City                        | Villa Park, Birmingham                    |
| 14:00                | Fernando Torres 40' · Bertrand 80' | report | Yaya Touré 53' · Tévez 59' · Nasri 65' | Público: 36,394 Árbitro: ING Kevin Friend |

| Chelsea | Manchester City |

|                   |    |                        |  |     |
|                   |    |                        |  |     |
| GK                | 1  | Petr Čech              |  |     |
| RB                | 2  | Branislav Ivanović 42' |  |     |
| CB                | 26 | John Terry (c)         |  |     |
| CB                | 4  | David Luiz             |  |     |
| LB                | 3  | Ashley Cole 62'        |  |     |
| CM                | 8  | Frank Lampard 45+1'    |  |     |
| CM                | 12 | Mikel John Obi 45+1'   |  |     |
| RW                | 7  | Ramires 32'            |  |     |
| AM                | 10 | Juan Mata              |  | 75' |
| LW                | 17 | Eden Hazard            |  | 72' |
| CF                | 9  | Fernando Torres        |  |     |
| Reservas:         |    |                        |  |     |
| GK                | 22 | Ross Turnbull          |  |     |
| DF                | 24 | Gary Cahill            |  |     |
| DF                | 34 | Ryan Bertrand 80'      |  | 72' |
| MF                | 5  | Michael Essien         |  |     |
| MF                | 16 | Raul Meireles          |  |     |
| FW                | 23 | Daniel Sturridge       |  | 75' |
| FW                | 40 | Lucas Piazón           |  |     |
| Treinador:        |    |                        |  |     |
| Roberto Di Matteo |    |                        |  |     |

|                 |    |                       |     |     |
|                 |    |                       |     |     |
| GK              | 30 | Costel Pantilimon     | 80' |     |
| CB              | 15 | Stefan Savić          | 11' | 46' |
| CB              | 4  | Vincent Kompany (c)   | 49' |     |
| CB              | 5  | Pablo Zabaleta        |     |     |
| RM              | 7  | James Milner          |     |     |
| CM              | 34 | Nigel de Jong         |     |     |
| CM              | 42 | Yaya Touré            |     |     |
| LM              | 13 | Aleksandar Kolarov    |     |     |
| AM              | 8  | Samir Nasri           |     | 77' |
| CF              | 16 | Sergio Agüero         |     |     |
| CF              | 32 | Carlos Tévez          |     | 89' |
| Substitutes:    |    |                       |     |     |
| GK              | 63 | Eirik Holmen Johansen |     |     |
| DF              | 22 | Gaël Clichy           |     | 46' |
| DF              | 28 | Kolo Touré            |     |     |
| MF              | 11 | Adam Johnson          |     |     |
| MF              | 21 | David Silva           |     | 77' |
| MF              | 62 | Abdul Razak           |     |     |
| FW              | 10 | Edin Džeko            |     | 89' |
| Treinador:      |    |                       |     |     |
| Roberto Mancini |    |                       |     |     |

## Campeão
| Campeão da Supercopa da Inglaterra de 2012 |
| ------------------------------------------ |
| Manchester City 4° titulo                  |